# Sakartvelos Rkinigza
Ferrocarriles Georgianos (en georgiano: საქართველოს რკინიგზა, Sakartvelos Rkinigza, en Inglés, Georgian Railway) es la empresa estatal de transporte ferroviario de Georgia. La compañía fue creada en 1991 como una de las empresas sucesoras de Ferrocarriles Soviéticos, tras el colapso de la Unión Soviética y tiene su sede en la capital, Tbilisi.
Una arteria vital que une el Mar Negro y el Mar Caspio, los ferrocarriles georgianos se encuentran en la ruta más corta entre Europa y Asia Central. Construidos con un ancho ruso estándar de 1.520 mm, en la actualidad están electrificados 1 323,9 kilómetros de longitud, consta de 1.422 puentes, 32 túneles, 22 pasajeros y 114 estaciones de mercancías.

## Historia

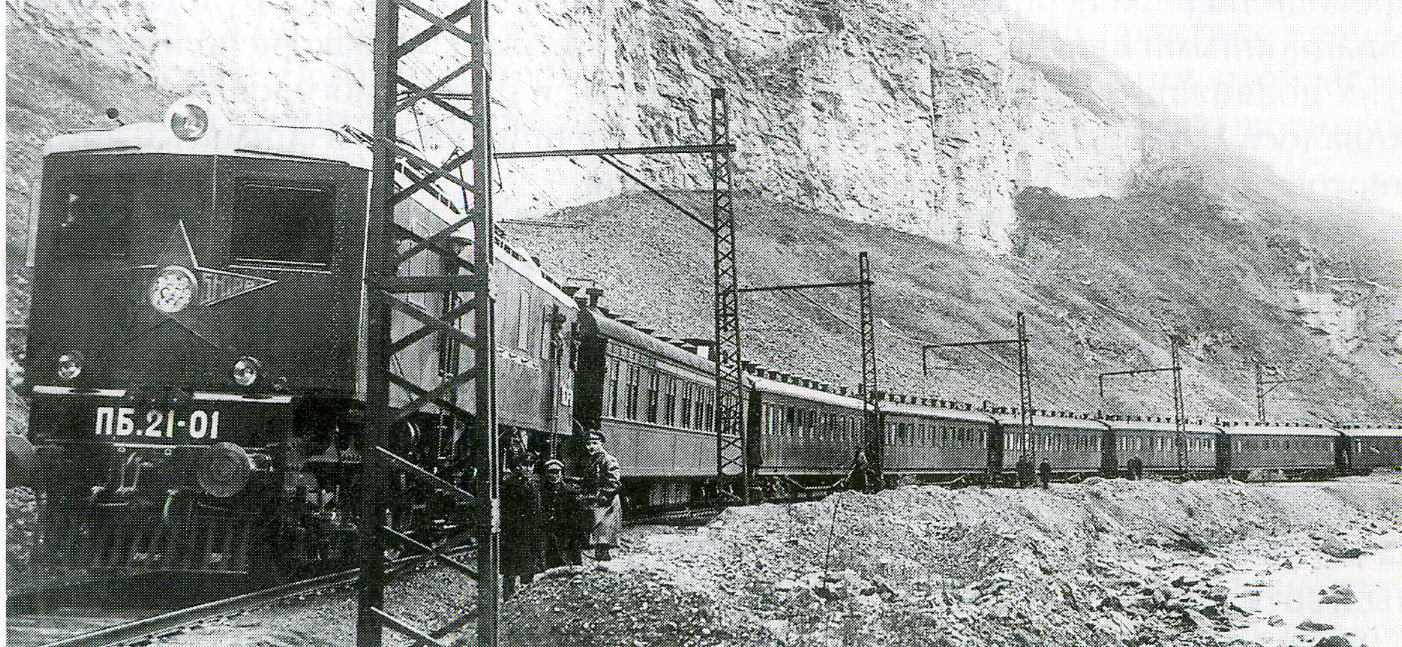
Locomotora eléctrica PB 21-01 en la línea Khashuri–Gori del ferrocarril del Cáucaso (1934).

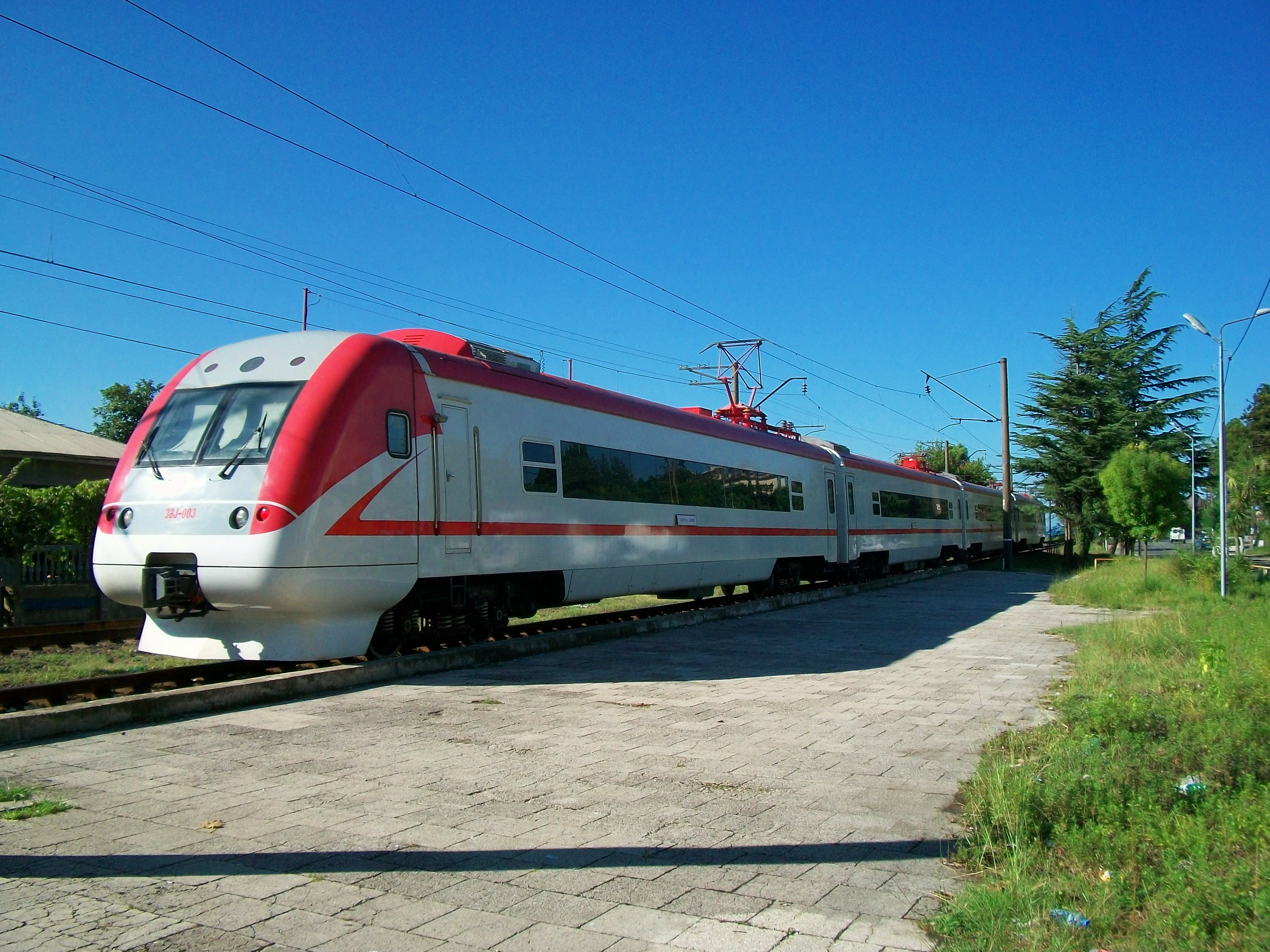
Tren VMK-003 desde Batumi a Tbilisi.

Fundada en 1865, las operaciones comenzaron en 1871 entre Poti y Kvirila (actual Zestaponi). El primer tren de pasajeros hizo el trayecto de Poti a la estación central de Tbilisi el 10 de octubre de 1872.
Desde esta columna central, la red ferroviaria se amplió con los enlaces Rioni–Kutaisi (1877), Rioni–Tkibuli (1887), y Zestafoni–Chiatura (1895). La línea Tbilisi–Bakú comenzó a funcionar en 1883, lo que permitió el transporte de petróleo de Azerbaiyán a través del puerto de Batumi. En 1899 se estableció la conexión ferroviaria entre Georgia y Armenia. El enlace Khashuri–Borjomi fue construido en 1894, con la línea Borjomi–Bakuriani de vía estrecha de 914 mm operativa a partir de 1902, para servir a la comunidad de esquiadores. El ramal ferroviario de Kakheti se completó en 1915.
El segundo gran desarrollo de los ferrocarriles de Georgia fue ya cuando el país formó parte de la Unión Soviética y se debió a la rápida industrialización y necesidad de una mejor distribución de los productos agrícolas, incluyendo el té, cítricos y productos de vino. Esto resultó en la construcción de las líneas de enlace a Natanebi–Ozurgeti (1924); Brotseula–Tskaltubo (1934), Senaki–Ingiri–Gali (1930), Gali–Ochamchire–Sokhumi (1938), Gori–Tsjinvali (1940). La construcción de la línea Sokhumi–Adler permitió la conexión directa a la red ferroviaria rusa y comenzó durante la Segunda Guerra Mundial, por lo que se encontraba en pleno funcionamiento en 1949.
La nueva línea de Marabda a Akhalkalaki se abrió el 31 de diciembre de 1986. Actualmente hay planes para rehabilitar esta línea y se extienden a través de la frontera turca a Kars, recreando así una ruta directa Kars–Tbilisi–Bakú. Entre 1899 y 1993, los viajes en tren entre Kars y Tbilisi eran posible a través de Gyumri (Alexandropol, Leninakan), pero esa ruta se rompió en 1993 con el cierre de la frontera entre Turquía y Armenia.

## Incidentes
Debido a la guerra de Osetia del Sur de 2008, las fuerzas armadas rusas entraron en partes de Georgia y dañaron bienes georgianos clave. Esto incluyó un puente ferroviario cerca de la ciudad occidental georgiana de Kaspi y la aplicación de minas en el oeste de la línea principal de Gori provocado el descarrilamiento completo y el fuego resultante en un tren.
Las líneas situadas en Abjasia y Osetia del Sur no están bajo el control de Sakartvelos Rkinigza. Las líneas de Nikozi a Tsjinvali (5 km) y desde Ochamchira al río Inguri no están en uso; gran parte de la pista y los gastos generales de estas dos líneas ha sido saqueado, y estaciones como Gali han sido destruidas o muy dañadas. Las líneas del río Psou a Ochamchira y de Ochamchira a Tkvarcheli son operados por Ferrocarriles Abjasios.